# Crónica X
Crónica X è il nome dato dai ricercatori mesoamericani a quella che si crede essere la fonte primaria, risalente al XVI secolo, della tradizione storica degli Aztechi e di altre civiltà precolombiane. Secondo alcuni studiosi avrebbe fornito la base per molte altre opere simili del XVI secolo tuttora esistenti. Non si conosce chi sia stato l'autore della cronaca e l'opera è andata perduta, se mai è esistita, ma si crede che sia stata usata come fonte per molte altre cronache che contengono forti somiglianze, tra cui le opere di fra' Diego Durán, di Juan de Tovar e di José de Acosta.
Le somiglianze tra materiali e contenuti dei codici Durán, Tovar e Acosta furono notate la prima volta da Robert Barlow nel 1945, il che lo portò ad ipotizzare che potessero essere tutte basate su una particolare fonte in comune, che egli chiamò Crónica X. 